# 帯金造園
株式会社帯金造園（おびかねぞうえん）は、山梨県甲府市にある造園会社である。
造園・エクステリアの3DによるCADデザイン、造園・緑化・公園の施工、植物等の年間管理、庭の改修をおもな事業とし、山梨県全域を主要エリアとしている。

## 沿革
- 1961年 - 創業。
- 1976年 - 株式会社帯金造園設立。
- 1995年 - 造園部門において特定建設業許可を受ける。